# Australische slangenhalsschildpadden
Australische slangenhalsschildpadden (Chelodina) zijn een geslacht van schildpadden uit de familie slangenhalsschildpadden (Chelidae).

## Naam en indeling
De wetenschappelijke naam van de groep werd voor het eerst voorgesteld door Leopold Fitzinger in 1826.
De vijftien soorten worden ruwweg ingedeeld in drie groepen, op basis van de relatieve dikte en lengte van de nek en de mate van afplatting van de schedel. Pogingen om deze groepen te vertalen naar een taxonomisch geaccepteerde herverdeling zijn echter onsuccesvol gebleven. Deze groepen worden beschouwd als ondergeslachten; Chelodina, Macrochelodina en Macrodiremys. Lange tijd werden deze groepen als aparte geslachten beschouwd, tot de biologen Arthur Georges en Scott Thomson in 2010 de geslachten als ondergeslachten benoemden. Volgens andere moderne inzichten zouden de soorten verdeeld moeten worden in de ondergeslachten Chelodina, Chelydera en Macrochelodina. 

## Uiterlijke kenmerken
Er zijn zeventien verschillende soorten, inclusief de pas in 2022 beschreven soort Chelodina ipudinapi. Alle soorten worden gekenmerkt door een zeer lange nek, die soms bijna even lang is als het schild. De nekwervels zijn aanmerkelijk langer dan die van de rest van het lichaam, dat in het schild gelegen is. De schildlengtes variëren van 20 tot bijna 50 centimeter. Het schild is altijd afgeplat en veel soorten hebben een groef-achtige deuk in het schild. Vrijwel alle soorten hebben een bruine tot zwarte schildkleur. Jongere dieren hebben vaak bonte kleuren, zoals gele en rode vlekken aan de huid of op het schild.

## Verspreiding en habitat
De meeste soorten komen endemisch voor in Australië, maar sommige leven in Azië in Papoea of Indonesië. Australische slangenhalsschildpadden komen voor in ondiepe draslanden zoals rivieren, meren en moerassen. Ze leven altijd in langzaam stromende wateren, sommige soorten kennen een tolerantie voor brak water. 

## Levenswijze
Australische slangenhalsschildpadden zijn niet heel sterk aan water gebonden en komen ook wel op het land, bijvoorbeeld om te overwinteren of om zich van het ene water naar het andere te verplaatsen. Vrijwel alle soorten eten voornamelijk dierlijk voedsel, van enkele recentelijk beschreven soorten is nog weinig bekend over de levenswijze en voortplanting. Bij de langnekslangenhalsschildpad (Chelodina longicollis) is de geslachtsbepaling chromosomaal en niet afhankelijk van de temperatuur zoals bij vrijwel alle andere schildpadden het geval is. De langwerpige slangenhalsschildpad (Chelodina oblonga) kan zelfs de eieren onder water afzetten, wat van geen enkele andere schildpad bekend is.

## Soortenlijst
Alle soorten zijn onderstaand weergegeven, met de auteur, het verspreidingsgebied, de maximale schildlengte en een afbeelding, indien beschikbaar.
| Soort                                                      | Auteur                                   | Verspreiding                                                                    | Schildlengte | Afbeelding |
| ---------------------------------------------------------- | ---------------------------------------- | ------------------------------------------------------------------------------- | ------------ | ---------- |
| Chelodina burrungandjii                                    | Thomson, Kennett & Georges, 2000         | Australië (Noordelijk Territorium)                                              | 32 cm        |            |
| Chelodina canni                                            | McCord & Thomson, 2002                   | Australië (Noordelijk Territorium)                                              | 24 cm        |            |
| Chelodina expansa                                          | Gray, 1857                               | Australië (New South Wales, Queensland, Victoria, Zuid-Australië)               | 48 cm        |            |
| Chelodina gunaleni                                         | McCord & Joseph-Ouni, 2007               | Azië (Nieuw-Guinea)                                                             | 24 cm        | -          |
| Chelodina ipudinapi                                        | Joseph-Ouni & McCord, 2022               | Azië (Papoea-Nieuw-Guinea)                                                      | 24 cm        | -          |
| Chelodina kuchlingi                                        | Cann, 1997                               | Australië (West-Australië)                                                      | 23 cm        | -          |
| Chelodina kurrichalpongo                                   | Joseph-Ouni, Mccord, Cann & Smales, 2019 | Australië (West-Australië)                                                      | ? cm         | -          |
| Langnekslangenhalsschildpad (Chelodina longicollis)        | Shaw, 1794                               | Australië (New South Wales, Queensland, Victoria, Zuid-Australië)               | 30 cm        |            |
| McCords slangenhalsschildpad (Chelodina mccordi)           | Rhodin, 1994                             | Azië (Indonesië)                                                                | 21 cm        |            |
| Nieuw-Guinese slangenhalsschildpad Chelodina novaeguineae) | Boulenger, 1888                          | Australië (Noordelijk Territorium, Queensland), Azië (Nieuw-Guinea, Indonesië). | 30 cm        |            |
| Langwerpige slangenhalsschildpad (Chelodina oblonga)       | Gray, 1841                               | Australië (West-Australië)                                                      | 40 cm        |            |
| Chelodina parkeri                                          | Rhodin & Mittermeier, 1976               | Azië; Nieuw-Guinea                                                              | 27 cm        |            |
| Chelodina pritchardi                                       | Rhodin, 1994                             | Azië (Papoea-Nieuw-Guinea)                                                      | 23 cm        | -          |
| Chelodina reimanni                                         | Philippen & Grossmann, 1990              | Azië (Papoea-Nieuw-Guinea)                                                      | 21 (35?) cm  | -          |
| Chelodina rugosa                                           | Ogilby, 1890                             | Australië; Noordelijk Territorium, Queensland, en West-Australië)               | 40 cm        |            |
| Chelodina steindachneri                                    | Siebenrock, 1914                         | Australië (West-Australië)                                                      | 21 cm        |            |
| Chelodina walloyarrina                                     | McCord & Joseph-Ouni, 2007               | Australië (West-Australië)                                                      | 27 cm        | -          |